# Serie Radeon RX 7000
La serie Radeon RX 7000 es una serie de unidades de procesamiento de gráficos desarrolladas por AMD, basadas en su arquitectura RDNA 3. Se anunció el 3 de noviembre de 2022 y es la sucesora de la serie Radeon RX 6000 . Actualmente, AMD ha anunciado dos tarjetas gráficas de la serie 7000, RX 7900 XT y RX 7900 XTX. AMD lanzó oficialmente la RX 7900 XT y la RX 7900 XTX el 13 de diciembre de 2022.

## Características de la serie Radeon RX 7000
- Microarquitectura RDNA 3
- Hasta 96 unidades de cómputo (CU) en comparación con el máximo de 80 en la serie RX 6000
- Nuevos shaders de doble problema en cada CU con la capacidad de ejecutar dos instrucciones por ciclo
- Primera tarjeta gráfica de consumo basada en un diseño de chiplet
  - TSMC N5 para GCD
  - TSMC N6 para MCD
- Hasta 24 GB de memoria GDDR6
- Caché L1 duplicada de 128 KB a 256 KB por arreglo
- Caché L2 aumentada en un 50 % de 4 MB a 6 MB como máximo[4]
- Infinity Cache de segunda generación con un ancho de banda máximo de hasta 2,7x y hasta 96 MB de capacidad
- Interfaz PCIe 4.0 x16
- Aceleradores de trazado de rayos de segunda generación
- Se agregaron aceleradores de IA dedicados
- Soporte para codificación y decodificación de hardware AV1 para video de 12 bits hasta 8K60[5]
- Nuevo motor "Radiance Display" con:
  - Compatibilidad con DisplayPort 2.1 UHBR 13.5 (ancho de banda de hasta 54 Gbit/s)
  - Compatibilidad con HDMI 2.1a (ancho de banda de hasta 48 Gbit/s)
  - Admite una salida de hasta 8K 165 Hz o 4K 480 Hz con DSC
  - Color de 12 bits y Rec. Soporte 2020 para HDR

## Navi 3x
|                                                | Chip de Computo Gráfico (GCD) | Chip de Computo Gráfico (GCD) | Chip de Memoria Caché (MCD) |
| Navi 31                                        | Navi 33                       |                               | Chip de Memoria Caché (MCD) |
| ---------------------------------------------- | ----------------------------- | ----------------------------- | --------------------------- |
| Nombre en clave                                | Plum Bonito                   | Hotpink Bonefish              | N/A                         |
| Compute units (Stream processors) [FP32 cores] | 96 (6144) [12288]             | 32 (2048) [4096]              | N/A                         |
| Transistores                                   | 45.7 mil millones             | 13.3 mil millones             | 2.05 mil millones           |
| Densidad de transistores                       | 152,3 MTr/mm2                 | 62,5 MTr/mm2                  | 55,4 MTr/mm2                |
| Tamaño del chip                                | 300 mm2                       | 204 mm2                       | 37 mm2                      |

### Navi 31
El chip Navi 31 cuenta con 58 mil millones de transistores, un aumento del 165 % en la densidad de transistores que la generación anterior Navi 2x. El chip Navi 31 completo contenía 12 288 núcleos FP32, equivalentes a 6144 Stream Processors. Según se informa, el chip Navi 31 ha sido diseñado para escalar hasta una frecuencia de 3 GHz, aunque el diseño de referencia Radeon RX 7900 XTX de AMD puede alcanzar una frecuencia de refuerzo de 2,5 GHz. El chip Navi 31 se fabrica en el nodo de proceso N5 de TSMC.

### Navi 33
El chip Navi 33 cuenta con 13.300 millones de transistores y un tamaño de chip de 204 mm2. El chip completo presenta 4096 núcleos FP32 segmentados en 32 unidades de cómputo. A diferencia de los chips Navi 31 y Navi 32 de gama alta, es un diseño monolítico fabricado en el nodo de proceso N6 de TSMC.

## Problemas

### Uso de energía inactiva
Se observó un consumo de energía anormalmente alto mientras estaba inactivo con Radeon RX 7900 XT y RX 7900 XTX cuando se usaban pantallas seleccionadas de alta resolución y alta frecuencia de actualización y cuando la GPU estaba decodificando video. ComputerBase descubrió que el RX 7900 XT y el RX 7900 XTX consumían respectivamente 71 W y 80 W al decodificar y reproducir un video de YouTube 4K 60FPS en comparación con los 30 W utilizados por el RX 6900 XT para la misma tarea. AMD reconoció el problema y lo agregó a la lista de problemas conocidos que se abordarán con futuras actualizaciones de los controladores y el software Radeon Adrenalin. El 22 de diciembre de 2022, se lanzó Adrenalin Edition 22.12.2 y su controlador exclusivo RDNA 3 redujo significativamente el uso de energía de la GPU en reposo y al decodificar video.

### Problemas de temperatura de la tarjeta de referencia
Las ediciones de referencia de AMD de Radeon RX 7900 XT y RX 7900 XTX han sufrido altas temperaturas de hasta 109 °C en el punto caliente de la GPU. Según los informes, las tarjetas de socios de AIB no se vieron afectadas. Los ventiladores ruidosos y el estrangulamiento térmico en las tarjetas de referencia pueden deberse a un contacto deficiente entre el enfriador de referencia y los chips de la GPU. En cambio, HardwareLuxx consideró que el enfriamiento directo del chip utilizado para los chipsets Navi 31 podría ser difícil debido a la presión de contacto desigual entre los siete chips, incluso si parecen estar nivelados. AMD emitió un comunicado en diciembre de 2022 de que estaba investigando el problema. AMD dijo que los ventiladores ruidosos y el estrangulamiento térmico en las tarjetas de referencia se debían a un defecto de fabricación donde había una cantidad insuficiente de agua en las cámaras de vapor. Las tarjetas afectadas serían reemplazadas por AMD a pedido.
El 6 de enero de 2023, Scott Herkelman, vicepresidente sénior y director general de gráficos de AMD, dijo en una entrevista con PCWorld que "vería una pequeña delta de rendimiento" si la GPU se ralentiza a 110 °C durante ciertas cargas de trabajo. Algunos medios de comunicación no estuvieron de acuerdo con las declaraciones hechas por Herkelman, como decir que hubo "un pequeño delta de rendimiento" cuando 3 de cada 4 7900 XTX afectados se desempeñaron peor que una generación anterior de 6900 XT en la misma prueba. Por lo general, el 7900 XTX funciona entre un 30% y un 60% mejor que un 6900 XT.